# Kaltschmidt (Orgelbauer)
Kaltschmidt ist der Name von zwei Orgelbauerfamilien in Norddeutschland.

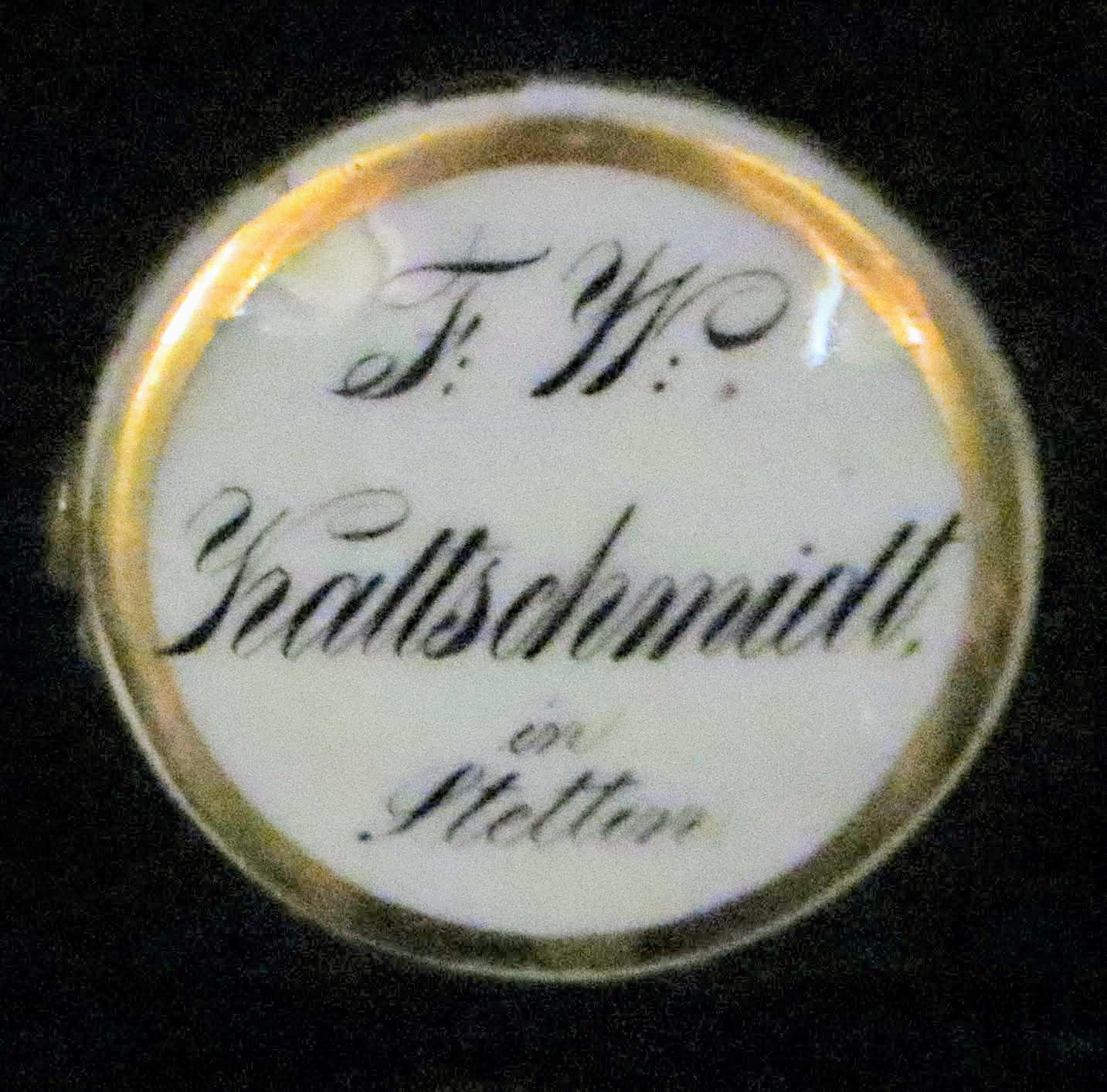
Firmenschild F. W. Kaltschmidt in Stettin in der Kirche Ducherow

## Wismar und Lübeck
Jochim Christoph Kaltschmidt (1746–1819) war 1776 als  Orgelbauer in Wismar tätig, und reparierte ab spätestens 1782 Orgeln in Lübeck und Ratzeburg.
Dessen Sohn Wilhelm Christoph Kaltschmidt (1792–nach 1840) übernahm die Orgel- und Klavierwerkstatt in Lübeck, es sind aber keine konkreten Reparaturen oder Orgelneubauten von ihm bekannt. Er eröffnete 1838 eine Wattefabrik in Neumünster und wurde 1840 letztmals als Orgelbauer und Holzmechaniker in Lübeck genannt.

## Stettin
Friedrich Wilhelm Kaltschmidt war seit 1840 in Stettin als Orgelbauer tätig. Seine Herkunft ist unsicher, er stammte möglicherweise aus der Niederlausitz.   Er war Autodidakt und hatte keine Orgelbauer als unmittelbare Vorfahren. Von ihm sind 23 Orgelneubauten und einige Reparaturen vor allem in Vorpommern und der Uckermark bekannt, sowie drei in der Niederlausitz. Dessen Sohn Emil Kaltschmidt übernahm um 1870 die Orgelbauwerkstatt. Von ihm sind einige wenige Neubauten und Reparaturen bis 1889 bekannt. Dessen Sohn Julius Kaltschmidt wurde ab 1911 als Orgelbauer erwähnt, es sind aber keine konkreten Arbeiten bekannt.

## Orgelneubauten
Folgende Orgeln wurden von einem Orgelbauer Kaltschmidt neu erbaut. Zu kleineren Arbeiten wie Umbauten, Reparaturen und Stimmungen siehe die einzelnen Personen.

### Friedrich Wilhelm Kaltschmidt
| Jahr      | Ort                                | Gebäude                  | Bild | Manuale | Register | Bemerkungen |
| --------- | ---------------------------------- | ------------------------ | ---- | ------- | -------- | --- |
| 1842      | Köslin                             | St.-Marien-Kirche        |      |         |          | Neubau mit alten Bestandteilen, 1899 ersetzt                                                                      |
| 1843      | Stettin                            | St. Jacobi               |      |         |          | Reparatur der Orgel                                                                                               |
| 1847      | Benz                               | St.-Petri-Kirche         |      | I/P     | 11       | 1899 durch Grüneberg auf umgebaut.                                                                                |
| 1847      | Kunow, Uckermark                   | Dorfkirche Kunow         |      |         |          | [ 8 ] |
| 1848      | Gollnow (Goleniow)                 | Dorfkirche               |      |         |          | Umbau der Grüneberg-Orgel von 1836                                                                                |
| 1849      | Strasburg                          | St. Marien               |      | II/P    | 29       | erhalten |
| 1849      | Köslin                             | Lehrerseminar            |      |         | 6        | 1945 zerstört |
| 1850      | Wismar, Uckermark                  | Dorfkirche Wismar        |      |         |          | [ 12 ] |
| um 1850   | Ducherow, Vorpommern               | Dorfkirche               |      |         |          | [ 13 ] |
| nach 1850 | Bismark, Uckermark                 | Dorfkirche               |      |         |          | [ 14 ] |
| 1851      | Heringsdorf auf Usedom             | Kirche im Walde          |      | ?       | ?        | 1914 Neubau durch Grüneberg, op. 701                                                                              |
| 1851/52   | Prenzlau, Uckermark                | Jakobikirche             |      | II/P    | 20       | 1928 ersetzt |
| 1851      | Anklam, Vorpommern                 | St.-Marien-Kirche        |      | III/P   | 41       | 1937 geringfügig verändert durch B. Grüneberg, 1945 schwer beschädigt, Reste 1959 von Schuke (Potsdam) abgetragen |
| 1840      | Rollwitz, Vorpommern               | Kirche Rollwitz          |      |         |          | [ 18 ] |
| 1852      | Boldekow, Vorpommern               | Dorfkirche               |      |         |          | [ 19 ] |
| 1852      | Krugsdorf, Vorpommern              | Dorfkirche Krugsdorf     |      |         |          | [ 20 ] |
| 1852      | Rothenklempnow                     | Dorfkirche               |      | I/aP    | 5        | 1870 Erweiterung durch Grüneberg, erhalten.                                                                       |
| 1853      | Stettin                            | St. Jacobi               |      |         |          | Reparatur und Umbau der Orgel                                                                                     |
| 1855      | Bahn (Banie)                       | Dorfkirche               |      | II/P    | 12       | 1874 umgebaut durch Grüneberg, erhalten                                                                           |
| 1856      | Garz auf Usedom                    | Dorfkirche               |      |         |          | [ 21 ] |
| 1856      | Altkünkendorf, Uckermark           | Dorfkirche Altkünkendorf |      |         |          | [ 22 ] |
| 1858      | Heinersdorf bei Schwedt, Uckermark | Dorfkirche Heinersdorf   |      |         |          | [ 23 ] |
| 1858      | Buckow, Niederlausitz              | Dorfkirche               |      | I/P     | 5        | [ 24 ] |
| 1859      | Vetschau, Niederlausitz            | Wendische Kirche         |      | II/P    | 22       | [ 25 ] |
| um 1859   | Banie (Polen)                      | St.-Marien-Kirche        |      | II/P    | 16       | |
| um 1860   | Anklam                             | St. Marien               |      | II/P    | 15       | Werkverzeichnis Grüneberg, Umbau 1936.                                                                            |
| um 1860   | Seehausen, Uckermark               | Dorfkirche               |      |         |          | 1906 ersetzt |
| 1862      | Alt-Kosenow, Vorpommern            | Dorfkirche               |      |         |          | [ 27 ] |
| 1863      | Pasewalk, Vorpommern               | St. Marienkirche         |      | III/P   | 64       | eine der größten Orgeln Vorpommerns ihrer Zeit, 1984 bei Turmsprengung zerstört, ersetzt                          |
| 1864      | Oliva (Danzig)                     | Kloster                  |      | ?       | ?        | Ausbau der dortigen Orgel für 4.000 Taler                                                                         |
| 1865      | Passow                             | Dorfkirche               |      | I/P     | 9        | erhalten |
| 1866      | Danzig                             | Nikolaikirche            |      | III/P   | ?        | Einbau eines dritten Manuals                                                                                      |
| 1867      | Zirchow, Vorpommern                | St.-Jacobus-Kirche       |      | I/P     |          | erhalten |
| 1868      | Zerrenthin 17309                   | Dorfkirche               |      | I/P     | 8        | ? |

### Emil Kaltschmidt
| Jahr    | Ort                                | Gebäude               | Bild | Manuale | Register | Bemerkungen                                               |
| ------- | ---------------------------------- | --------------------- | ---- | ------- | -------- | --------------------------------------------------------- |
| 1864    | Bergholz, Vorpommern               | Dorfkirche Bergholz   |      | I/P     | 10       | [ 33 ]                                                    |
| 1872    | Passow, Uckermark                  | Dorfkirche Passow     |      | I/P     | 9        | Neubau hinter dem Prospekt von Joachim Wagner (1744–1745) |
| 1872    | Möchow                             | Dorfkirche            |      | I/P     | 7        | erhalten                                                  |
| 1875    | Stettin                            | Neue Synagoge         |      |         |          | 1914 ersetzt                                              |
| 1879    | Mellenthin auf Usedom              | Dorfkirche Mellenthin |      |         |          | , Im Werkverzeichnis Grüneberg 1843 als Baujahr!          |
|         |                                    |                       |      |         |          |                                                           |
| um 1880 | Zemmin (Bentzin), Vorpommern       | Dorfkirche Zemmin     |      | I/p     | 4        | [ 38 ]                                                    |
| 1888    | Meiersberg, Vorpommern             | Dorfkirche Meiersberg |      |         |          | [ 39 ]                                                    |
| 1889    | Steinhöfel (Angermünde), Uckermark | Dorfkirche            |      |         |          | Neubau                                                    |